# Walentynian I
Walentynian I, Flavius Valentinianus (ur. 321 r. w Cibale w Panonii, zm. 17 listopada 375 w Brigetio w Panonii) – cesarz rzymski od 26 lutego 364 do 17 listopada 375.

## Życiorys
Walentynian urodził się w 321 w Cibalae w Panonii, jego ojcem był Gracjan, wysoki rzymski oficer, sprawujący m.in. funkcję komesa Afryki. W młodości wstąpił do armii i służył wraz z ojcem. Za panowania Konstancjusza był żołnierzem, służył jako protector, pełnił funkcję trybuna legionowego w Galii i Mezopotamii i walczył w armii cesarza Juliana przeciwko barbarzyńcom nad Renem. Wraz z innym oficerem został wysłany przez Juliana w rejon działania Barbacjona, operującego w okolicach Basilii (dzisiejszej Bazylei) dowódcy południowego skrzydła „kleszczy” ofensywy podjętej przeciwko Alamanom. Oficerowie mieli zaobserwować prześlizgiwanie się Germanów przed frontem wojsk Barbacjona (co też spowodowało ich przepędzenie), jednak Barbacjon powiadomił Konstancjusza, iż mieli oni podburzać jego żołnierzy. Cesarz w te fałszywe oskarżenia uwierzył i nakazał obydwu zwolnić ze służby. Dodatkowo popadł w niełaskę z powodu odmowy porzucenia chrześcijaństwa.
Walentynian powrócił do armii dwa lata później i służył podczas perskiej wyprawy Juliana, a za panowania jego następcy imperatora Jowiana został awansowany. Dziewięć dni po śmierci Jowiana w lutym 364 roku zgromadzenie cywilnych i wojskowych dygnitarzy w Nikei ogłosiło Walentyniana jego następcą. Natychmiast nadał on swemu bratu Walensowi tytuł tribunus stabulorum, a już 28 marca przekazał mu rządy we wschodniej części imperium, którego zachodnią częścią odtąd sam władał. Obaj też objęli (każdy w swej części) w tym samym roku konsulat.
Walentynian usiłował opanować trudności na granicy nadreńskiej. W końcu 364 przyjął wysłanników Alemanów, ale przekazał im mniejszy od oczekiwanego trybut, w związku z czym od 365 rozpoczęły się najazdy łupieżcze nad Renem. Walentynian dowiedział się o tym równocześnie z wiadomością o rebelii Prokopiusza na wschodzie. Do września jego dowódcy w Galii zostali pokonani, jednak już w październiku cesarz przeniósł swą siedzibę do Paryża, skąd energicznie zaczął kierować działaniami przeciw Alemanom. Po umocnieniu granicy zwrócił się o pomoc do Burgundów (wrogów Alemanów), lecz bez powodzenia. Ostatecznie Teodozjusz, będący cesarskim magister equitum, pokonał część zgrupowań Alemanów, a pokonanych przesiedlił do doliny Padu; jego dowódca Jowinus pokonał ich dwukrotnie, a po trzecim zwycięstwie pod Durocatalaunum zabezpieczył Galię na dłuższy czas przed najazdami. Dopiero jednak w 374 podpisano traktat z królem Makrianusem. 
Po spacyfikowaniu sytuacji na tym froncie Walentynian przeniósł się do Ambianum dla lepszej łączności z Teodozjuszem, który w latach 367–368 walczył z najazdami brytyjskich barbarzyńców: Sasów, Szkotów oraz Piktów. W 373 przedsięwzięto również kampanię przeciwko Firmusowi w Afryce, w której dowodził Teodozjusz. 
W 367 mianował współwładcą zachodniej części kilkuletniego syna Gracjana. Dwa miesiące później przeniósł rezydencję do Trewiru, gdzie pozostał przez siedem lat, zajęty rozbudową fortyfikacji nad Renem. W 375 przeniósł się do Sirmium w Ilirii, skąd usiłował powstrzymać najazd Kwadów. Zmarł 17 listopada 375 w Brigetio nad Dunajem prawdopodobnie z powodu udaru mózgu w trakcie rokowań z Kwadami w Panonii. Nowym cesarzem naddunajskie wojska obwołały (obok Gracjana) 4-letniego wówczas syna cesarza Walentyniana II. Ciało cesarza odesłano do Konstantynopola, gdzie dotarło dopiero 28 grudnia 376 r. i po sporach o miejsce pochówku prawdopodobnie złożono je w kościele św. Apostołów. 
Za panowania Walentyniana arystokracja senatorska utraciła wpływy, gdyż awans społeczny zapewniała służba w wojsku. Cesarz był wprawdzie chrześcijaninem w wyznaniu nicejskim, często jednak odmawiał ingerowania w spory religijne. Był skromny i oszczędny, doprowadził do zwiększenia ściągalności podatków w wielu prowincjach. W latach 365–368 zreformował system monetarny, ściągając wszystkie monety z metali szlachetnych do ponownego przetopienia w scentralizowanej mennicy skarbca cesarskiego. Pomimo niewątpliwych osiągnięć historyk Ammianus Marcellinus przedstawił go jako gorszego władcę niż Julian – agresywnego, tchórzliwego i przesądnego, podczas gdy Hieronim ze Strydonu uważał go za tolerancyjnego, odważnego i odpowiedzialnego. 
Jako drugą żonę poślubił wdowę po cesarzu Magnencjuszu Justynę i miał z nią syna Walentyniana II oraz trzy córki (Galla, Grata i Justa). 